# Finschia (soort)
Finschia (Mohoua novaeseelandiae) is de naam van een kleine zangvogel uit Nieuw-Zeeland. De vogel wordt ook wel pipipi genoemd zoals in het Maori. 

## Kenmerken
De finschia is een klein, onopvallend en beweeglijk zangvogeltje. Het is een uitgesproken insecteneter die net als mezen op lenige wijze de twijgen en bladeren afzoekt.

## Verspreiding en leefgebied
De vogel is endemisch op het Zuidereiland waar hij in de 19de eeuw massaal voorkwam. Hoewel nu niet meer zo algemeen, is de vogel niet bedreigd.